# Dichochrysa venusta
Dichochrysa venusta is een insect uit de familie van de gaasvliegen (Chrysopidae), die tot de orde netvleugeligen (Neuroptera) behoort. 
Dichochrysa venusta is voor het eerst wetenschappelijk beschreven door Hölzel in 1974.